# 克鲁瓦桑维尔
克鲁瓦桑维尔（法語：Croissanville，法語發音：[kʁwasɑ̃vil] ⓘ）是法国卡尔瓦多斯省的一个旧市镇，属于利雪区。2017年，克鲁瓦桑维尔与临近的13个市镇合并为新市镇梅济东瓦莱多日。

## 地理
克鲁瓦桑维尔（49°7'18"N, 0°6'3"W）面积4.41 平方千米，位于法国诺曼底大区卡爾瓦多斯省，该省份为法国西北部沿海省份，北濒大西洋英吉利海峡，东北与滨海塞纳省以海上边界相接，东临厄尔省，南至奧恩省，西与芒什省接壤。
与克鲁瓦桑维尔接壤的市镇（或旧市镇、城区）包括：艾朗、比西耶尔、塞尼欧维涅、克莱维尔、马尼勒弗勒勒、梅里科尔邦、韦济。

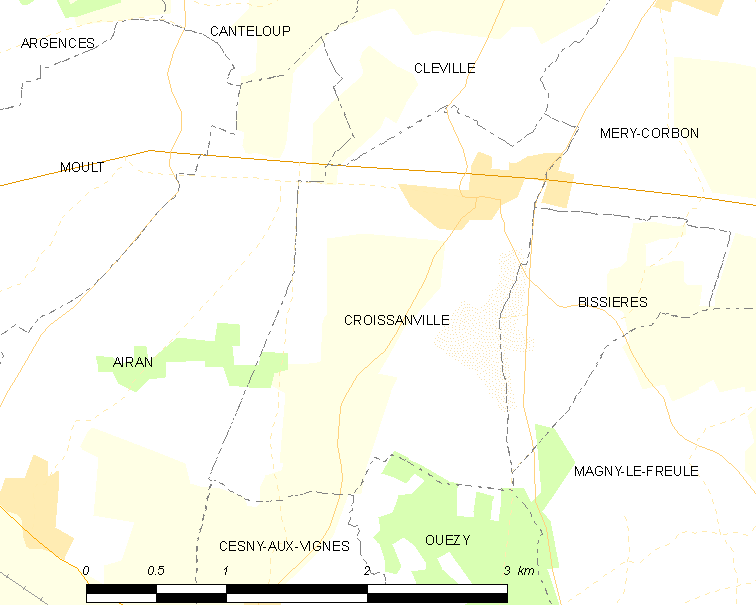
克鲁瓦桑维尔的OSM定位图

克鲁瓦桑维尔的时区为UTC+01:00、UTC+02:00（夏令时）。

## 行政
克鲁瓦桑维尔的邮政编码为14370，INSEE市镇编码为14208。

## 政治
克鲁瓦桑维尔所属的省级选区为梅济东瓦莱多日县。

## 人口

1962-2008年间克鲁瓦桑维尔人口变化图示

克鲁瓦桑维尔于2018年1月1日时的人口数量为532人。